# Armoiries de Toronto
Les armoiries de Toronto, Ontario, Canada ont été désignés par le Chef héraldique du Canada, M. Robert Watt après la fusion des agglomérations environnantes en 1998.